# جام تکزاکو
جام تکزاکو که رسماً به عنوان لیگ هیئت بین‌المللی نیز شناخته می‌شود، یک رقابت فوتبال انجمنی بود که در سال ۱۹۷۰ آغاز شد و تیم‌هایی از انگلستان، اسکاتلند و ایرلند که برای مسابقات اروپایی واجد شرایط نبودند، در آن شرکت می‌کردند.
این تورنمنت، یکی از اولین مسابقات فوتبالی بود که حمایت مالی دریافت کرد و نام شرکت نفت آمریکایی تکزاکو را به مبلغ ۱۰۰،۰۰۰ پوند گرفت و برای کمک به ترویج خرید اخیر تکزاکو از زنجیره پمپ بنزین ریجنت تأسیس شد. باشگاه‌های ایرلند و ایرلند شمالی پس از سال‌های ۱۹۷۱–۱۹۷۲ به دلیل فشارهای سیاسی از مسابقات کنار رفتند، و در یک جام جداگانه تکزاکو (تمام ایرلند) در سال‌های ۱۹۷۳–۷۴ و ۱۹۷۴–۷۵ رقابت کردند.
جمعیت در این مسابقات پس از چند فصل اول کاهش یافت، و پس از پایان حمایت تکزاکو، از سال ۱۹۷۵ تا ۱۹۷۶ به جام انگلستان-اسکاتلند تبدیل شد.

## فرمت
برای چهار فصل اول، این مسابقات به صورت یک تورنمنت حذفی مستقیم برگزار شد، با شانزده باشگاه که همه مسابقات به صورت رفت و برگشت بودند. برای فصل آخر مسابقات، ۱۶ باشگاه انگلیسی قبل از اینکه چهار تیم اسکاتلندی در مراحل حذفی به آنها ملحق شوند در مرحله گروهی بازی کردند.

## لیست فینال‌ها
منبع:
| فصل     | قهرمان             | نایب قهرمان | نتیجه |
| ------- | ------------------ | ----------- | ----- |
| ۷۱–۱۹۷۰ | ولورهمپتون واندررز | هارتس       | ۳–۲   |
| ۷۲–۱۹۷۱ | دربی کانتی         | ایردرونینز  | ۲–۱   |
| ۷۳–۱۹۷۲ | ایپسویچ تاون       | نوریچ سیتی  | ۴–۲   |
| ۷۴–۱۹۷۳ | نیوکاسل یونایتد    | برنلی       | ۲–۱   |
| ۷۵–۱۹۷۴ | نیوکاسل یونایتد    | ساوت‌همپتون  | ۳–۱   |